# 페지노크구

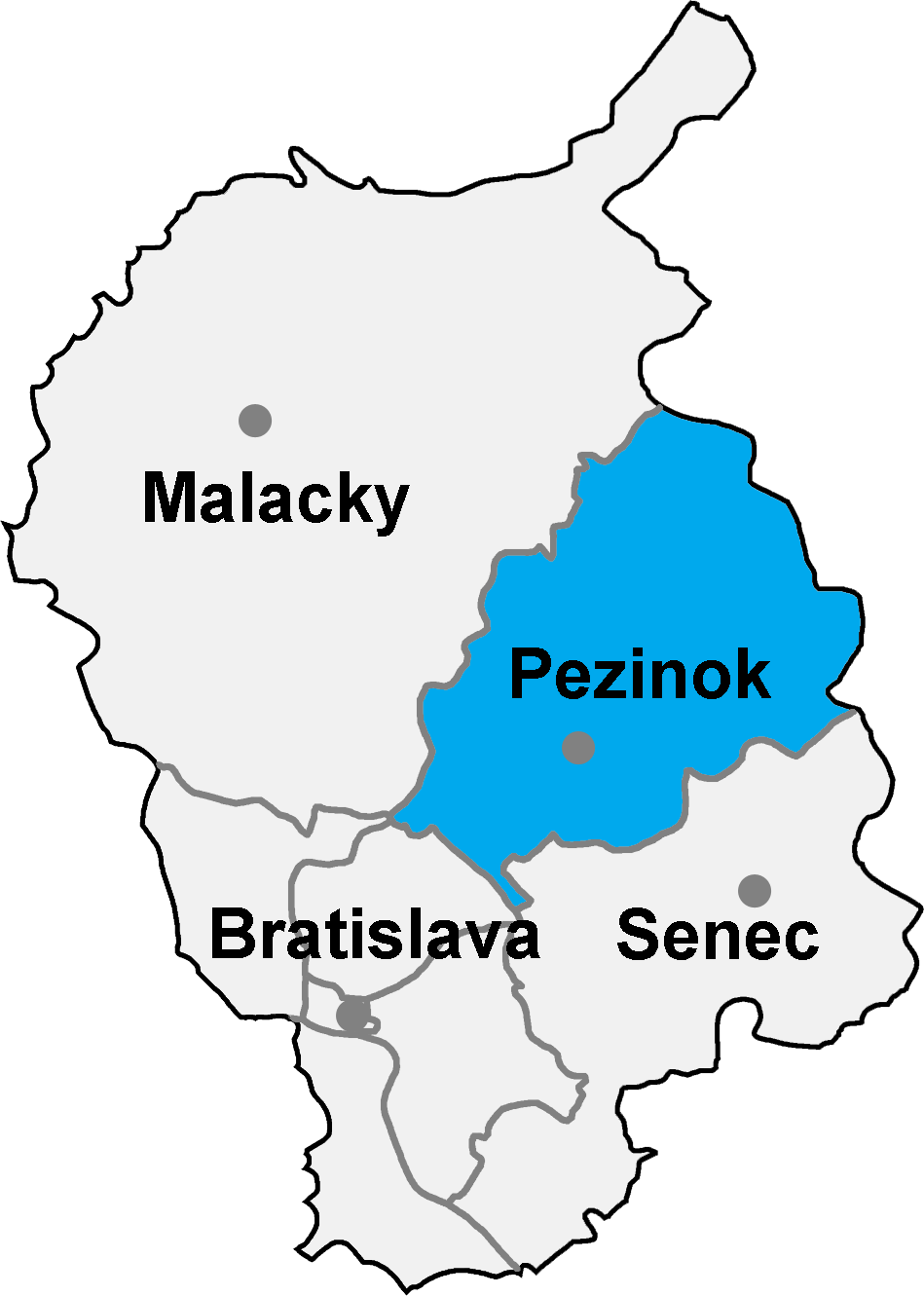
페지노크구의 위치

페지노크구(슬로바키아어: Okres Pezinok)는 슬로바키아 브라티슬라바주를 구성하는 8개 구 가운데 하나로 행정 중심지는 페지노크이며 면적은 375.54km2, 인구는 60,445명(2014년 기준), 인구 밀도는 160.95명/km2이다.
브라티슬라바주 북동부에 위치하며 17개 지방 자치체(3개 시, 14개 마을)를 관할한다. 서쪽과 북쪽으로는 말라츠키구, 동쪽으로는 트르나바주 트르나바구, 남쪽으로는 세네츠구, 남서쪽으로는 브라티슬라바와 접한다.